# Monosporidium pavettae
Monosporidium pavettae är en svampart som först beskrevs av Gokhale & Patel, och fick sitt nu gällande namn av Buriticá 1991. Monosporidium pavettae ingår i släktet Monosporidium och familjen Phakopsoraceae.   Inga underarter finns listade i Catalogue of Life.